# Geniostoma rupestre
Geniostoma rupestre là một loài thực vật có hoa trong họ Mã tiền. Loài này được J.R.Forst. & G.Forst. mô tả khoa học đầu tiên năm 1775.